# Собеюхи
Собеюхи (пол. Sobiejuchy, нім. Niedersachsen) — село в Польщі, у гміні Жнін Жнінського повіту Куявсько-Поморського воєводства.
Населення — 192 особи (2011).
У 1975-1998 роках село належало до Бидгощського воєводства.

## Демографія
Демографічна структура станом на 31 березня 2011 року:
|          | Загалом | Допрацездатний вік | Працездатний вік | Постпрацездатний вік |
| -------- | ------- | ------------------ | ---------------- | -------------------- |
| Чоловіки | 99      | 21                 | 69               | 9                    |
| Жінки    | 93      | 23                 | 46               | 24                   |
| Разом    | 192     | 44                 | 115              | 33                   |